# Adolf Heinrich Bercht
Adolf Heinrich Bercht (* 6. Juli 1875 in Wien; † 25. Oktober 1940 in Sankt Veit an der Glan) war ein großdeutscher, österreichischer Politiker und Bürgermeister der Landeshauptstadt Klagenfurt.

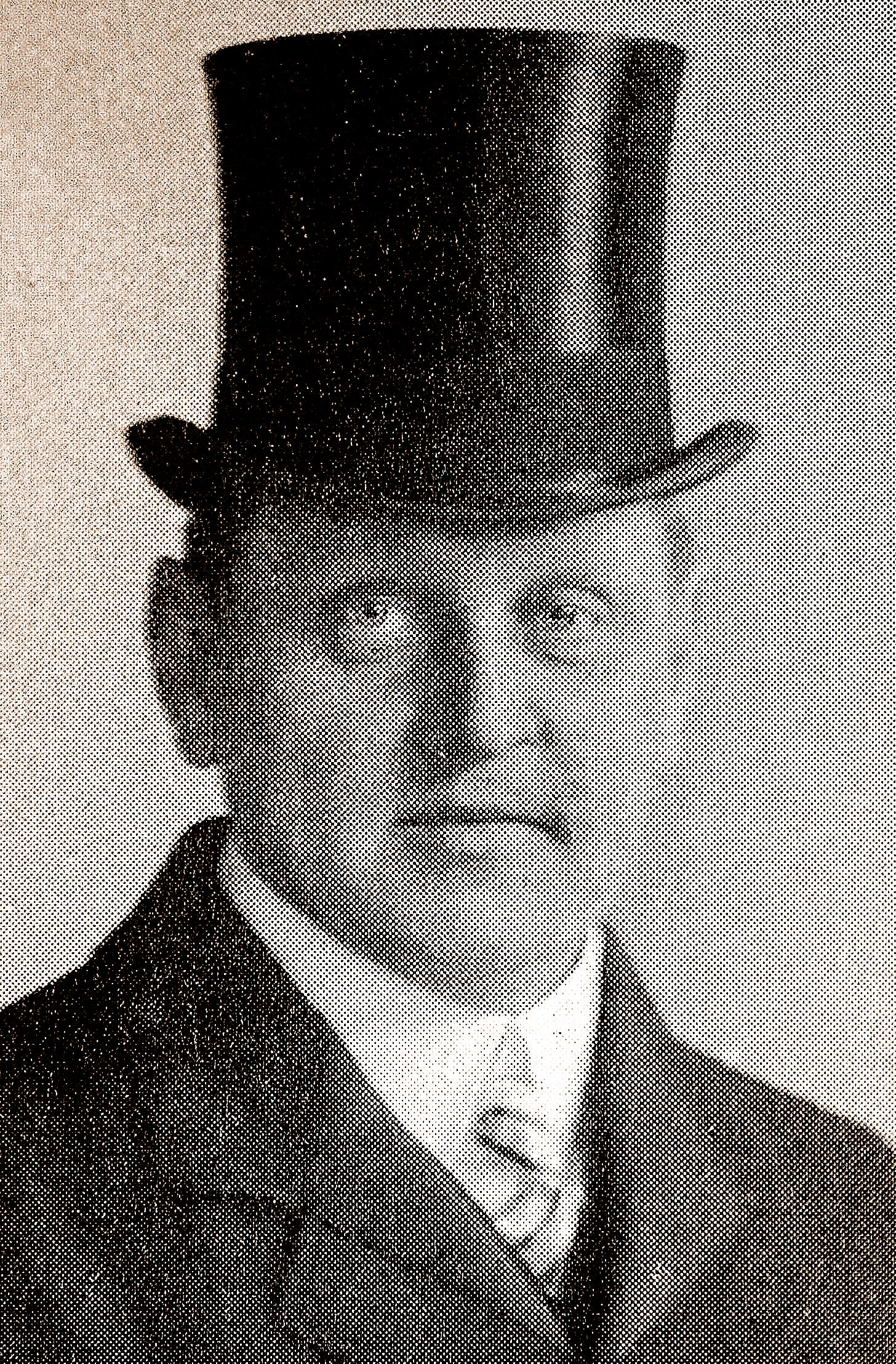
Adolf Heinrich Bercht

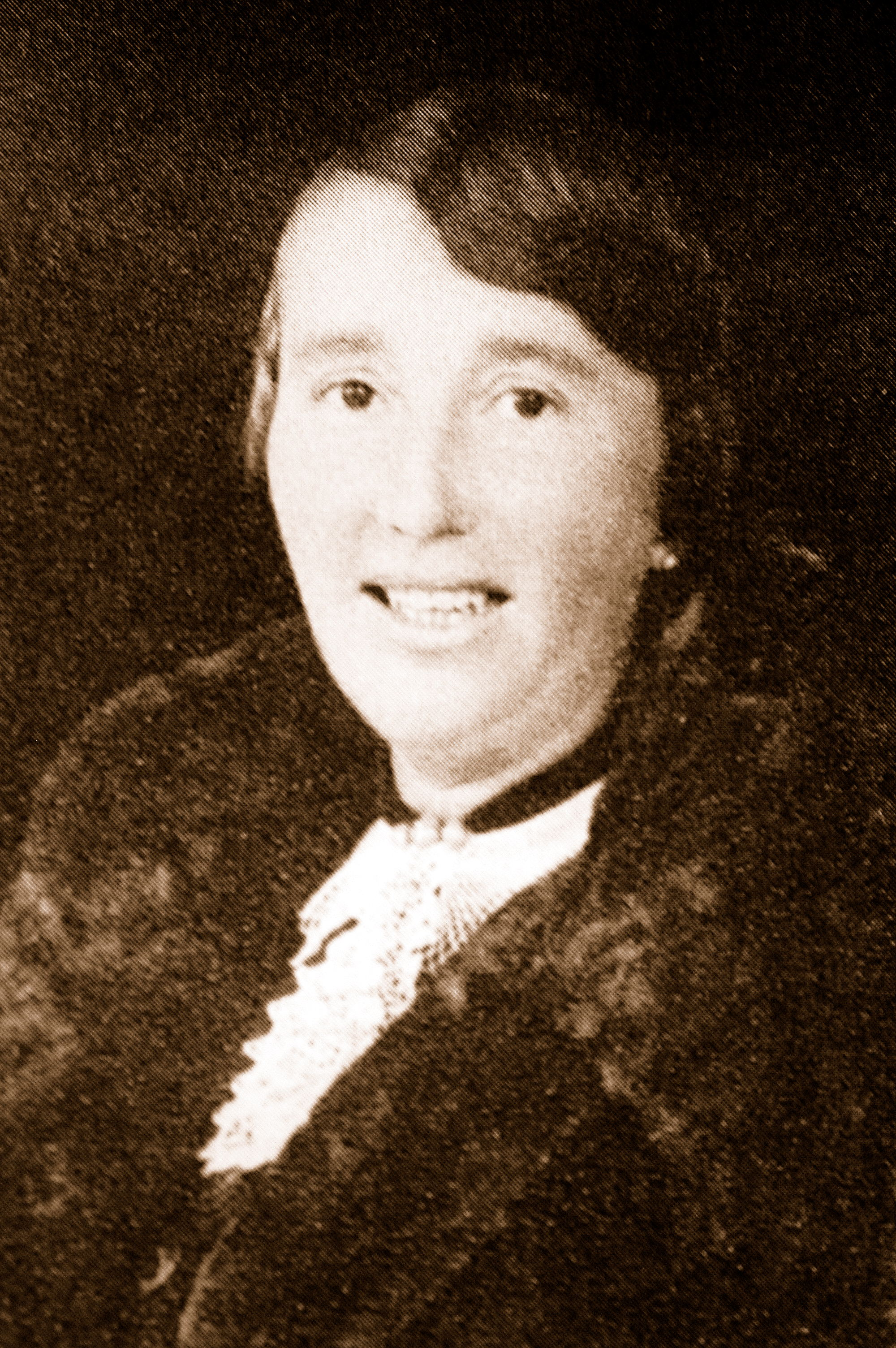
Nelly Bercht

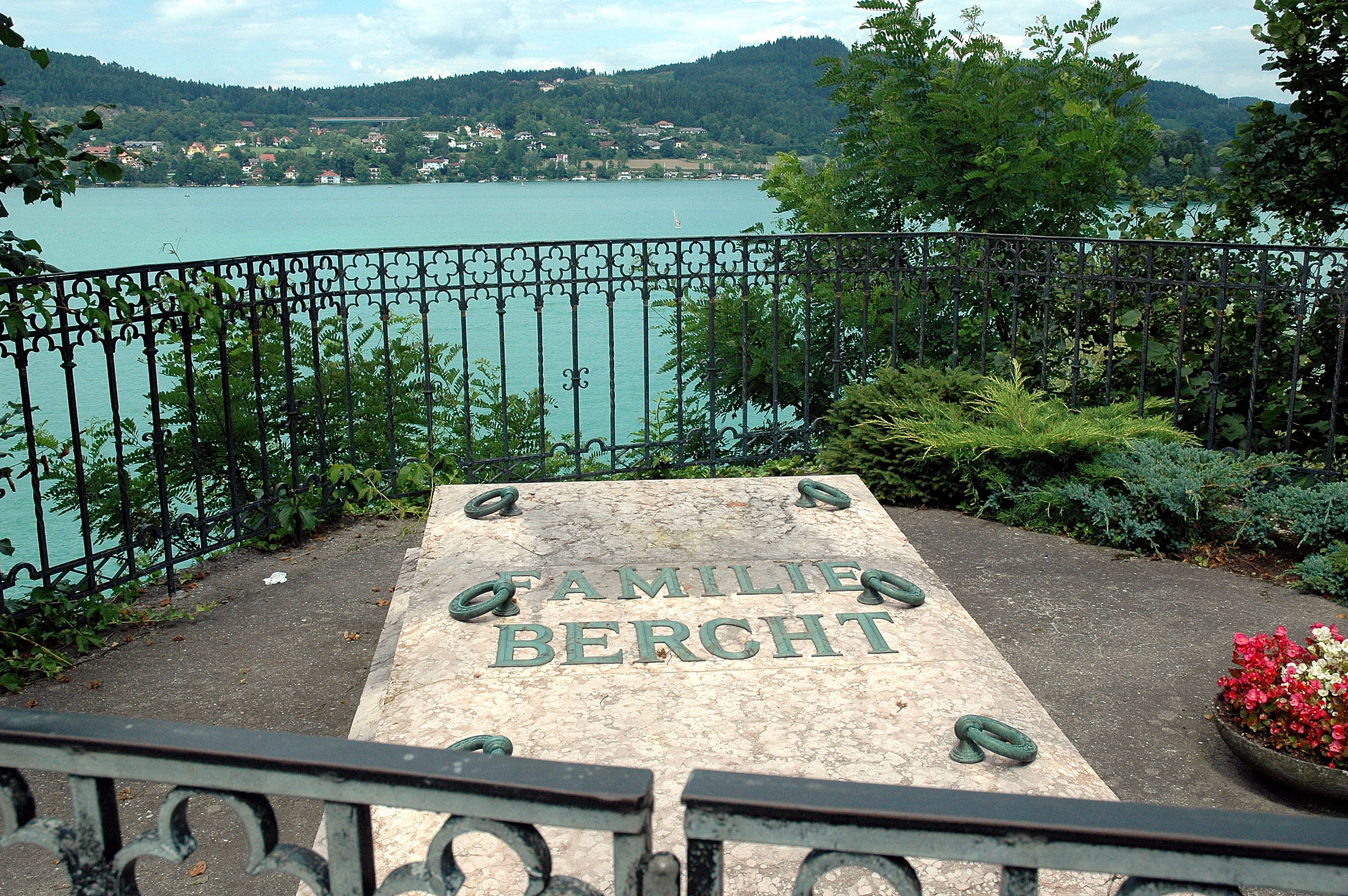
Familiengruft Bercht in Maria Wörth

## Leben und Ausbildung
Bercht hatte norddeutsche Vorfahren, sein Vater war 1854 nach Südamerika ausgewandert und vertrat seine neue Heimat Argentinien ab 1870 als Generalkonsul in Wien. In der Hauptstadt der Habsburgermonarchie erblickte Adolf Heinrich am 6. Juli 1875 das Licht der Welt. Er war der einzige Sohn und wurde mit dem Namen Heinrich gerufen. Die akademische Ausbildung erhielt er in Genf und Graz. Er wurde 1894 Mitglied der Burschenschaft Arminia Graz. 1902 wurde er zum Dr. jur. promoviert. Seine Eltern verbrachten zu der Zeit ihren Lebensabend bereits auf ihrem Gut in Reifnitz am Wörthersee in der 1898 erbauten Seevilla. Da die Familie vermögend war, konnte der junge Jurist seine Lebensplanung hinausschieben und die nächsten sieben Jahre die Erde auf Weltreisen erkunden.

## Karriere
1909 begann für ihn der Berufsalltag, er hatte sich für die Kommunalpolitik entschieden und war Gemeinderat der Großdeutschen Partei in Graz geworden. Bercht machte rasch Karriere: 1911 wurde er Stadtrat und im Jahr darauf Finanzreferent und erster Bürgermeister-Stellvertreter. Der Weltkrieg setzte der politischen Laufbahn zunächst ein Ende. Nach dem Untergang der Monarchie und der Heimkehr aus dem Krieg machte Bercht die Reifnitzer Seevilla zu seinem Wohnsitz. Er war zu diesem Zeitpunkt noch immer Junggeselle. 1920 nahm er seine politische Tätigkeit wieder auf, und zwar als Gemeinderat in Klagenfurt. Sein Haus stellte er mehrmals für Sitzungen der interalliierten Abstimmungskommission für das Plebiszit in der Abstimmungszone A am 10. Oktober 1920 zur Verfügung. Wie schon in Graz wurde er auch in der Kärntner Landeshauptstadt Finanzstadtrat und am 13. Juli 1926 fiel die Wahl zum Bürgermeister auf ihn. Er übernahm die Verantwortung für die Stadt in einer Zeit größter wirtschaftlicher Depression. Um der Stadt sparen zu helfen, verzichtete das Stadtoberhaupt auf sein Gehalt und jeglichen Spesenersatz.
In der Amtszeit von Bürgermeister Bercht wurde die Städtepartnerschaft zwischen Klagenfurt und Wiesbaden begründet; sie war die erste ihrer Art in Europa.

## Familiäres
1922 hatte Bercht in Wien die in Brünn geborene Cornelia Josefine Liertzer, Tochter eines Wiener Rechtsanwaltes, geehelicht. Am 31. Mai 1924 bekam das Paar den Sohn Georg Heinrich. 1929 fungierte die Bürgermeistersgattin am 14. Juli bei der Taufe des Wasserflugzeuges Nelly in Pörtschach am Wörthersee als Patin. Das Fluggerät bildete in der Folge eine der Hauptattraktionen der Fremdenverkehrsregion. Ein 20-Minuten-Flug über den Wörthersee und den Ossiacher See kostete allerdings pro Person 25 Schilling.

## Lebensabend und Abschied
Nach Ablauf der Legislaturperiode schied Bercht am 31. Mai 1931 aus seinem Amt. Im Laufe der dreißiger Jahre geriet der Gutsbesitzer privat in immer größere finanzielle Schwierigkeiten, die schließlich gegen Jahresende 1939 den Verkauf des väterlichen Erbes zur Folge hatten. Bercht war zu dieser Zeit schon schwer krank und befand sich die meiste Zeit in Pflege bei den Barmherzigen Brüdern in Sankt Veit an der Glan. Bei ihnen verstarb er am 25. Oktober 1940 im Alter von 65 Jahren. Er wurde in der Familiengruft in Maria Wörth bestattet. Seine Frau überlebte ihn um elf Jahre; sie starb am 21. August 1951. Ihr Sohn Georg Heinrich war Reisebürokaufmann und starb am 25. September 1996 nach längerer Krankheit.